# Shinjitai
 (juillet 2017).
Si vous disposez d'ouvrages ou d'articles de référence ou si vous connaissez des sites web de qualité traitant du thème abordé ici, merci de compléter l'article en donnant les références utiles à sa vérifiabilité et en les liant à la section « Notes et références ».

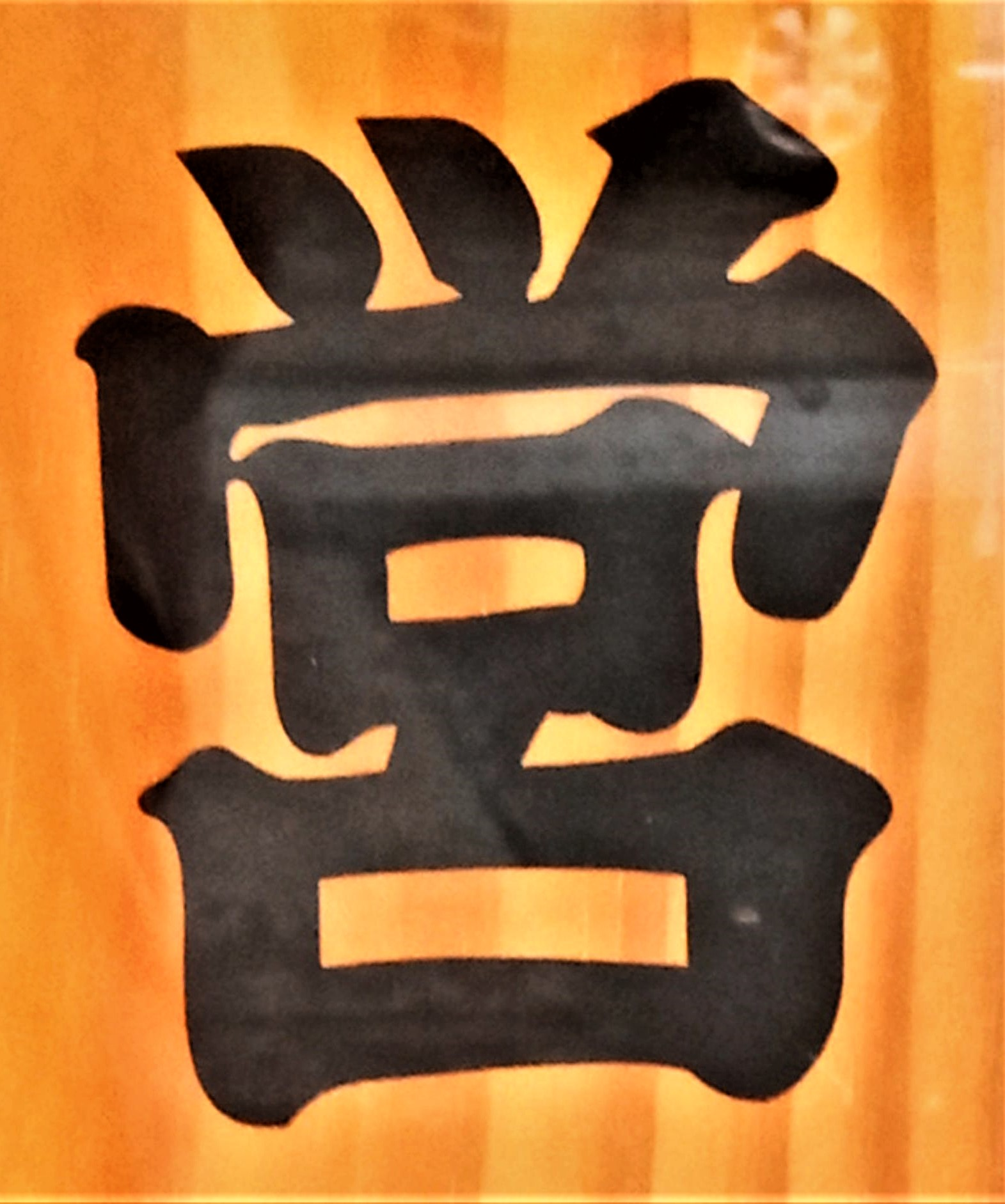
Le Shinjitai japonais 営

Un shinjitai (新字体) est une forme de kanji, caractère chinois de l'ethnie Han utilisé dans l'écriture de la langue japonaise, qui s'éloigne de la forme traditionnelle chinoise du caractère en la simplifiant. C'est la forme aujourd'hui officielle au Japon, et majoritairement utilisée de nos jours par les locuteurs du japonais.
Ce terme récent fait opposition à kyūjitai (旧字体), forme ancienne, similaire à la graphie chinoise traditionnelle. Elle est encore comprise par certains érudits, et par des moines bouddhistes.
Elle comporte des simplifications similaires au chinois simplifié (comme 國 devenu 国 ou 學 devenu 学), certaines proches (comme 畫 devenu 画 en chinois simplifié et 画 en japonais shinjitai) et d'autres très différentes (關 devenu 関 en shinjitai japonais et 关 en chinois simplifié) ou d’autres encore uniquement simplifiés en chinois mais pas en japonais.

## Histoire
La création des caractères shinjitai a commencé en 1926, la première norme a été diffusée un an après la défaite du Japon par les États-Unis, dans le tōyō kanji, le 16 novembre 1946. Elle est encore utilisée de nos jours par les locuteurs du japonais. Cette simplification fait suite à des débats amorcés en Chine en 1909 par Lu Feikui, dans le Magazine de l'éducation (教育杂志, jiàoyù zázhì) et une volonté, au Japon, de réformer en profondeur le système d'écriture. Certains documents japonais antérieurs à la guerre montrent que certains caractères étaient déjà parfois utilisés sous une forme simplifiée avant que la norme ne soit publiée.
Des propositions d'une normalisation de la simplification des caractères chinois ont été émises dès le début du XXe siècle en Chine (notamment par Lu Feikui en 1909 et Qian Xuantong en 1922) comme au Japon. Les premières réformes officielles au Japon datent de 1926. Cette modification ancienne des caractères au Japon semble également avoir inspiré la création du chinois simplifié, en République populaire de Chine, par le Parti communiste chinois, qui commença le 28 janvier 1956. Celle-ci avait pour but l'alphabétisation rapide de l'ensemble de la population.